# A-589
A-589 – materiał wybuchowy, mieszana 86% oktogenu i 14% polibutadienu. Przy gęstości 1,66 kg/dm³ posiada prędkość detonacji równą 8260 m/s.